# Наблюдатели: Возрождение
«Наблюдатели: Возрождение» (англ. Watchers Reborn) — американский фильм ужасов по мотивам произведения Дина Р. Кунца.
Слоган фильма: «Driven by instinct…destined for murder».

## Сюжет
Таинственная смерть коллеги детектива Джека Мёрфи стала для всех потрясением. Но ещё больше — загадкой. Кто мог совершить такое жестокое, но продуманное убийство? Ни человек, ни животное, на это не способны… И когда вопросов становится всё больше, Джек встречает бродячего пса по кличке Эйнштейн, который оказывается не простым животным — он является частью правительственного эксперимента, и разум собаки теперь сопоставим с человеческим.
Но кроме Эйнштейна есть и другие — чудовища, называемые «Аутсайдерами», на которых и лежит вина за трагическую гибель коллеги Джека. И теперь, заручившись поддержкой красавицы-учёной Грейс и пса Эйнштейна, Джек вынужден противостоять не только монстрам, но и правительственным агентам, готовым пойти на всё, лишь бы тайна об их экспериментах не всплыла наружу.

## Выпуск
Продолжение фильма не получило экранного выхода как оригинал. Фильм был выпущен на DVD компанией New Concorde Home Entertainment в 2004 году.

## В ролях
- Марк Хэмилл — Мёрфи
- Лиза Уилкокс — Грейс
- Стефен Махт — Лем Джонсон
- Гэри Коллинз — Гас Броуди
- Лу Роулз — Доктор Граймс
- Боб Кленденин — Барнес
- Мелисса Кросс — Кристин
- Шон Дэвид Томпсон — Исследователь № 1
- Люси Лин — Исследователь № 2
- Милтон Кан — Агент